# Martín Prats
Martín Prats Urízar (-f. San Felipe, 1832) fue un político y militar chileno, que se desempeñó como diputado e intendente de la provincia de Aconcagua.

## Vida
Hijo del español Francisco Prats Domedel y María del Carmen Urízar de Suso. Padre del exsenador propietario Belisario Matías Prats Pérez y hermano del exdiputado suplente don Rafael Prats Urízar.
Se casó con Antonia Pérez Larraín, prima del presidente José Joaquín Pérez Mascayano; tuvieron hijos.

### Carrera militar
Como militar, ingresó como capitán en 1814, sargento mayor en 1824, y teniente coronel en 1828. Participó y firmó como paisano, el Reglamento Constitucional Provisorio, sancionado en 26 de octubre de 1812.

### Carrera política
Fue elegido diputado propietario por la provincia de Aconcagua en el Congreso Nacional Constituyente de 1826, 4 de julio de 1826 a 22 de junio de 1827. Integró la Comisión Permanente de Guerra y Marina. Le fue admitida su renuncia por incompatibilidad de funciones, en la sesión 180, en razón de haber sido nombrado intendente de Aconcagua este mismo año. En la sesión 196 se incorporó en su reemplazo José Joaquín Pérez Mascayano.
Murió en San Felipe en 1832.